# میو یامادا
میو یامادا (انگلیسی: Miyo Yamada؛ زادهٔ ۱۱ سپتامبر ۱۹۷۶) بازیکن سافت‌بال اهل ژاپن است.